# شمس‌آباد، فرخ‌آباد
شمس‌آباد، فرخ‌آباد (به انگلیسی: Shamsabad) یک منطقهٔ مسکونی در هند است که در شهرستان فرخ‌آباد واقع شده‌است.

## خصوصیات
شمس‌آباد ۲۳٬۵۸۴ نفر جمعیت دارد.